# 딜리버런스 (영화)
《딜리버런스》(영어: The Deliverance)는 미국에서 제작된 리 대니얼스 감독의 2024년 초자연 공포 영화이다. 이 영화는 2011년 인디애나주 게리에서 벌어진 귀신 들린 집 사건에서 영감을 얻었다. 당시 각각 7살, 9살, 12살이었던 아이 셋과 어머니는 집 안에서 초자연 현상이 벌어지고 있다고 주장하였으며, 경찰 등 관련 인물 일부가 이를 직접 목격하였다고 증언하였다. 앤드라 데이, 케일럽 매클로플린, 케일럽 매클로플린, 글렌 클로스, 안저뉴 엘리스테일러, 모니크 등이 출연하였다.
2024년 8월 16일 넷플릭스를 통해 공개되었다. 평단으로부터 대체로 부정 평가를 받았다.

## 줄거리
인디애나주에서 홀로 세 아이를 키우는 에버니 잭슨이 새 집으로 이사하자마자 기이한 현상들이 벌어지고, 에버니는 아동 보호 서비스로부터 자녀를 학대하고 있다는 의심을 산다. 에버니 앞에 나타난 오순절 목사 버니스 제임스는 자신을 예수의 사도로 소개하며 에버니의 집이 악령에 빙의되었다고 알려준다. 버니스는 자신이 일전에 다른 가정에 똑같은 일이 벌어졌을 때 예수의 권능으로 악령을 내쫓는 구원 의식(deliverance)을 시도했으나 실패하고 말았다고 말하는데...

## 출연
- 앤드라 데이 - 에버니 잭슨 역
- 글렌 클로스 - 앨버타 잭슨 역
- 앤서니 B. 젱킨스 - 안드레이 잭슨 역
- 케일럽 매클로플린 - 너새니얼 "네이트" 잭슨 역
- 안저뉴 엘리스테일러 - 버니스 제임스 목사 역
- 모니크 - 신시아 헨리 역
- 오마 엡스 - 멜빈 역
- 콜린 캠프 - 호프스테더 의사 역
- 타샤 스미스 - 파월 목사 역